# Gomophia watsoni
Gomophia watsoni är en sjöstjärneart som först beskrevs av Livingstone 1936.  Gomophia watsoni ingår i släktet Gomophia och familjen Ophidiasteridae. Inga underarter finns listade i Catalogue of Life.